# 普卡蓬丘山 (普諾大區)
15°19′40″S 70°57′20″W / 15.32778°S 70.95556°W
普卡蓬丘山（Puka Punchu），是秘魯的山峰，位於該國南部普諾大區，由奧庫維里區和聖盧西亞區負責管轄，屬於安地斯山脈的一部分，海拔高度5,000米。